# Carabus arcadicus
Carabus arcadicus es una especie de insecto adéfago del género Carabus, familia Carabidae. Fue descrita científicamente por Gistel en 1850.
Habita en Grecia.